# Lygodactylus picturatus
Lygodactylus picturatus (жовтоголовий карликовий гекон) — вид геконоподібних ящірок родини геконових (Gekkonidae). Мешкає в Східній Африці.

## Опис
Довжина жовтоголового карликового гекона становить 8-9 см, з яких більше половини припадає на хвіст. Самці є дещо більшими за самиць.  У самців голова і шия яскраво-жовті, поцятковані темно-коричневими або чорними поздовжніми смугами, горло вугільно-чорне, решта тіла сизувато-сіра, поцяткована дрібними темними плямками. Самиці і молоді ящірки мають менш яскраве забарвлення: голова у них світло-жовтувата, тіла коричневе, поцятковане темними і світлими плямками, горло білувате, поцятковане світло-сірим візерунком. Живіт у самців і самиць жовтий.

## Підвиди
Виділяють два підвиди:
- Lygodactylus picturatus picturatus (Peters, 1870) — від південно-східної Кенії і північно-східної Танзанії через східну Танзанію до північного Мозамбіку і острова Унгуджа (Занзібар);
- Lygodactylus picturatus sudanensis Loveridge, 1935 — південний схід Судану, схід Південного Судану. південний захід Еритреї.

## Поширення і екологія
Жовтоголові карликові гекони мешкають в Судані, Південному Судані, Еритреї, Ефіопії (ймовірно), Кенії, Танзанії і Мозамбіку. Вони живуть в прибережних лісахї і саванах, трапляються в садах і поблизу людських поселень. Зустрічаються на висоті до 1000 м над рівнем моря. Живляться дрібними комахами та іншими безхребетними. Самиці відкладають яйця, в кладці 2 яйця.